# Dirk Schmidtmann

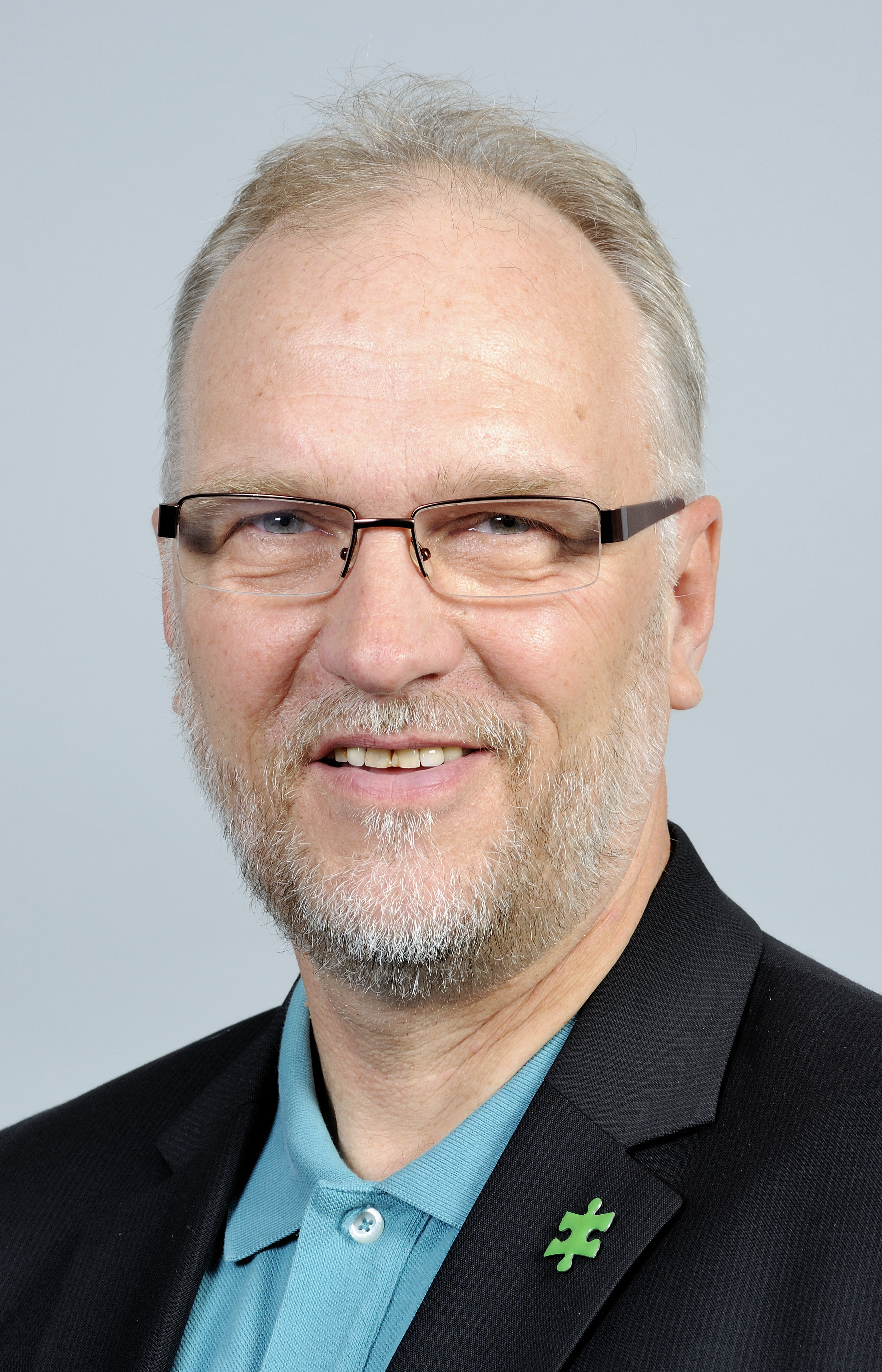
Dirk Schmidtmann, 2014

Dirk Schmidtmann (* 21. April 1955 in Bremen) ist ein bremischer Politiker (Bündnis 90/Die Grünen) und war Abgeordneter der Bremischen Bürgerschaft.

## Biografie

### Ausbildung und Beruf
Von 1971 bis 1974 absolvierte Schmidtmann eine Ausbildung zum Betonbauer. Von 1974 bis 1979 war er als Fach- und Vorarbeiter im Brückenbau tätig. Unterbrochen wurde diese Beschäftigung 1975 und 1976, als er seinen Wehrdienst als Kraftfahrer F2 ableisten musste. 1979 bis 1980 besuchte er die Berufsfachschule in Düsseldorf und schloss diese als Beton- und Stahlbetonbauermeister ab. Im Beton- und Brückenbau arbeitete er als Meister von 1980 bis 1983. Von 1983 bis 1988 war er als Entwicklungshelfer (DED) in Nepal als Brückenbauer tätig. Er ist seit 1988 als technischer Beamter beim Amt für Straßen und Verkehr, Abteilung Brücken- und Ingenieurbau beschäftigt. Während seiner Mitgliedschaft in der Bürgerschaft ruhte dieses Dienstverhältnis als Bauoberinspektor zunächst, inzwischen ist er dort halbtags beschäftigt.

### Politik
Während der Ausbildung trat Schmidtmann 1972 der IG Bau bei. Dort engagierte er sich als Jugendvertreter, Betriebsratsvorsitzender, Gesamtbetriebsrat und Betriebsrat. 1988 trat er in die Gewerkschaft Öffentliche Dienste, Transport und Verkehr (ÖTV) (heute: ver.di) ein. Im Rahmen dieser Mitgliedschaft engagierte er sich als Vertrauensmann, Erster stellvertretender Personalratsvorsitzender und im Gesamtpersonalrat. Zurzeit ist Schmidtmann Schwerbehindertenvertrauensmann.
1991 trat Schmidtmann den Grünen bei. Lokalpolitisch war er Mitglied des Beirats von Burglesum und von 1991 bis 2004 Sprecher seiner Fraktion im Beirat. Mit Unterbrechungen ist er Mitglied im Kreisvorstand Bremen-Nord. 
Er war von 2004 bis 2015 Mitglied der Bremischen Bürgerschaft. In der 18. Wahlperiode rückte er 2011 für Horst Frehe als Mitglied der Bremischen Bürgerschaft nach.
Er war stellvertretender Vorsitzender im Stiftungsrat „Wohnliche Stadt“ sowie ordentliches Mitglied im Betriebsausschuss Werkstatt Bremen, Petitionsausschuss (Stadt), Vorstand der Bremer Heimstiftung und deren Bauausschuss, Vorstand der St.-Remberti-Stiftung sowie in der städtischen Deputation für Soziales, Kinder und Jugend, und deren Bauausschuss, und in der städtischen Deputation für Inneres und Sport.
Als stellvertretendes Mitglied sitzt er im Ausschuss für Bürgerbeteiligung, bürgerschaftliches Engagement und Beiräte (Stadt) und im Landesbeirat für Sport.
Seit dem 2. November 2021 ist er Vorstandssprecher der GRÜNEN Alten e. V.

### Weitere Mitgliedschaften
Schmidtmann ist 1. Vorsitzender des TSV St. Magnus e.V. von 1897, Vorstand im Gesundheitstreffpunkt West und Mitglied im Wassersportverein Bremer Schweiz.